# William Lee Cazort
William Lee Cazort (* 3. Dezember 1887 in Lamar, Arkansas; † 6. Oktober 1969 in Little Rock, Arkansas) war ein US-amerikanischer Politiker und Anwalt. Er war von 1929 bis 1931 sowie von 1933 bis 1937 Vizegouverneur von Arkansas.
Cazort kam 1888 in Lamar im Johnson County als Sohn von John Robert Cazort und Belle Cazort (geborene Gardner) zur Welt. Er wuchs in einem Haushalt mit sieben Geschwistern auf und besuchte öffentliche Schulen in Lamar. Später besuchte Cazort das Hendrix College und studierte Jura an der University of Arkansas sowie danach an der Washington and Lee University und schloss dort sein Studium 1910 ab. Daraufhin kehrte er nach Arkansas zurück und praktizierte dort in Fort Smith. Am 1. Dezember 1916 heiratete er Rachel Cline. Das Paar hatte vier Kinder. Cazorts politische Karriere begann 1915, als er in das Repräsentantenhaus von Arkansas gewählt wurde. 1917 wurde er dessen Speaker als Nachfolger von Lewis E. Sawyer. 1919 wurde er in den Senat von Arkansas gewählt. Nach einer erfolgreichen Wiederwahl wurde er 1921 Senatspräsident. Zu dieser Zeit war Cazort der jüngste Speaker sowie Senatspräsident in der Geschichte von Arkansas.
Cazort kandidierte 1924 für die Nominierung von demokratischen Gouverneurskandidaten. Hierbei hatte er als dem Ku-Klux-Klan nahestehender Politiker die Unterstützung von James A. Comer, dem Exalted Cyclops und Grand Dragon des Klans in Arkansas. Da jedoch auch andere Kandidaten die Unterstützung des Klans für sich reklamierten, kam es zu einer Aufteilung der Wählerstimmen der dem Klan nahestehenden Wählerschicht und Cazort konnte hinter Tom Terral nur den zweiten Platz erringen. Seine Niederlage schwächte Comers Führungsposition und kündigte den schwindenden politischen Einfluss des Klans in Arkansas in den späten 1920ern an.
1928 wurde Cazort zum Vizegouverneur von Arkansas gewählt. Sein Amtsvorgänger Harvey Parnell war für den zurückgetretenen Gouverneur John Martineau in dessen Amt nachgerückt. Cazort und Parnell kamen nicht gut miteinander aus. Dies lag vor allem an ihren jeweiligen konkurrierenden politischen Ambitionen. So weigerte sich Parnell 1930, Arkansas zu verlassen, um Cazort nicht als stellvertretendem Gouverneur die Amtsgeschäfte zu überlassen. Cazort wiederum kandidierte 1930 nicht als Vizegouverneur, sondern versuchte statt Parnell als demokratischer Kandidat für das Gouverneursamt nominiert zu werden. Im Laufe des Nominierungsprozesses zog er seine Kandidatur jedoch zurück und unterstützte Brooks Hays. Im Anschluss zog sich Cazort kurzzeitig aus der Politik zurück und praktizierte wieder als Anwalt in Little Rock. In diese Stadt war er zuvor 1929 gezogen. Er spezialisierte sich hierbei auf die Ansprüche von Veteranen des Ersten Weltkrieges.
1932 wurde Cazort zum zweiten Mal zum Vizegouverneur gewählt und konnte auch die nächste Wahl 1934 für sich entscheiden. Bei der demokratischen Gouverneursnominierung 1936 versuchte Cazort erneut nominiert zu werden, drei Wochen vor der endgültigen Nominierung verzichtete er jedoch zu Gunsten von Carl Edward Bailey. Dies war das letzte Mal, dass Cazort ein politisches Amt anstrebte.
1937 wurde Cazort von Gouverneur Junius Futrell in die neugegründete Public Welfare Commission berufen. Diese Kommission geriet später in die Kritik und Cazort trat zurück.
Am 6. Oktober 1969 starb er in einem Krankenhaus in Little Rock. Er wurde auf dem Oakland Cemetery in Little Rock beigesetzt.